# Sieglinde Wittwer-Thomas
Sieglinde Wittwer-Thomas (* 12. August 1966 in Zürich) ist eine Schweizer Künstlerin.

## Leben
Wittwer-Thomas wurde 1966 als Tochter einer Grafikerin und eines technischen Zeichners in Zürich geboren und hat sich nach ihrem Studium der Kunst- und Musikgeschichte an der Universität Zürich an der HGKZ weitergebildet und die Ausbildung für Bezirkslehrdiplom für Bildnerisches Gestalten der HGKZ/Didaktikum Aarau abgeschlossen.
Seit 1995 ist Wittwer-Thomas als freischaffende Künstlerin tätig. Sie arbeitet im eigenen Atelier in Wetzikon, Zürcher Oberland. In Studienaufenthalten in Paris, Toronto, Dakar und mehreren deutschen Städten.
Sie ist an der Kunstschule Wetzikon, der Kunstschule Liechtenstein sowie der Bündner Kunstschule als Dozentin tätig.
Sieglinde Wittwer-Thomas lebt mit ihrer Familie in Wetzikon.

## Werk
Ihr Werk umfasst Druckgrafik, Malerei, Plastik, Zeichnung, Fotografie, Skulptur, Installation und Kunst im öffentlichen Raum. Im Zentrum ihres Schaffens ist der Mensch in seinem gesellschaftspolitischen Umfeld.